# Spadicoides
Spadicoides är ett släkte av svampar. Enligt Catalogue of Life ingår Spadicoides i familjen Helminthosphaeriaceae, ordningen Sordariales, klassen Sordariomycetes, divisionen sporsäcksvampar och riket svampar, men enligt Dyntaxa är tillhörigheten istället familjen Chaetosphaeriaceae, ordningen Chaetosphaeriales, klassen Sordariomycetes, divisionen sporsäcksvampar och riket svampar.
|             | Diplococcium |
|             | |
| Spadicoides | \| \| Spadicoides verrucosa \| \| \| \| \| \| Spadicoides sphaerosperma \| \| \| \| \| \| Spadicoides atra \| \| \| \| \| \| Spadicoides bina \| \| \| \| \| \| Spadicoides obovata \| \| \| \| \| \| Spadicoides xylogena \| \| \| \| \| \| Spadicoides stoveri \| \| \| \| \| \| Spadicoides grovei \| \| \| \| |
|             | \| \| Spadicoides verrucosa \| \| \| \| \| \| Spadicoides sphaerosperma \| \| \| \| \| \| Spadicoides atra \| \| \| \| \| \| Spadicoides bina \| \| \| \| \| \| Spadicoides obovata \| \| \| \| \| \| Spadicoides xylogena \| \| \| \| \| \| Spadicoides stoveri \| \| \| \| \| \| Spadicoides grovei \| \| \| \| |
|             | Ceratosporium |
|             | |
|             | Echinosphaeria |
|             | |
|             | Tengiomyces |
|             | |
|             | Helminthosphaeria |
|             | |
|             | Endophragmiella |
|             | |
|             | Oramasia |
|             | |
|             | Vermiculariopsiella |
|             | |
|             | Spadicoides verrucosa |
|             | |
|             | Spadicoides sphaerosperma |
|             | |
|             | Spadicoides atra |
|             | |
|             | Spadicoides bina |
|             | |
|             | Spadicoides obovata |
|             | |
|             | Spadicoides xylogena |
|             | |
|             | Spadicoides stoveri |
|             | |
|             | Spadicoides grovei |
|             | |

|  | Spadicoides verrucosa     |
|  |                           |
|  | Spadicoides sphaerosperma |
|  |                           |
|  | Spadicoides atra          |
|  |                           |
|  | Spadicoides bina          |
|  |                           |
|  | Spadicoides obovata       |
|  |                           |
|  | Spadicoides xylogena      |
|  |                           |
|  | Spadicoides stoveri       |
|  |                           |
|  | Spadicoides grovei        |
|  |                           |